# Agesp
Agesp S.p.A è un'azienda fondata nel 1948 a Busto Arsizio che si occupa del servizio di igiene urbana (raccolta rifiuti e spazzamento strade) nei Comuni di Busto Arsizio e Fagnano Olona.
AGESP S.p.A. svolge, dal 2 maggio 2017, il servizio di gestione ordinaria dell’illuminazione pubblica per conto del Comune di Busto Arsizio.
L'azienda nacque dall'azienda municipalizzata che il comune di Busto Arsizio decise di fondare per la gestione della piscina comunale e dell'acquedotto, con il nome di A.Ge.S.P. (acronimo di "Azienda Gestione Servizi Pubblici"). Oggi non si tratta più di una azienda municipalizzata, ma di una società  per azioni.

## Agesp Energia S.r.l.
Nel 1977 l'amministrazione comunale di Busto Arsizio decise di controllare direttamente il servizio gas attraverso l'A.Ge.S.P. All'epoca la rete cittadina si estendeva per 195 km e arrivava ai 27 milioni di metri cubi di gas venduto all'anno. Oggi i metri cubi sono aumentati fino agli 82,5 milioni annui, distribuiti su circa 37000 cittadini. Dal 2003 l'attività di manutenzione, sviluppo e sicurezza delle reti di distribuzione venne separata da quella di vendita e commercializzazione del gas metano, e quest'ultima venne affidata ad Agesp Commerciale S.r.l. (diventata oggi Agesp Energia S.r.l.), società interamente controllata da Agesp S.p.A.
Nel 2012 la società offriva il servizio di vendita del gas a Busto Arsizio e ad altri 60 comuni italiani, insieme ad un'offerta combinata di gas ed elettricità a medie e piccole imprese.
Dal 2010 la società iniziò ad adoperarsi per offrire anche il servizio del teleriscaldamento per la città di Busto Arsizio.